# Johan Gry
Johan Gry (* 19. März 1962 in Helsingborg) ist ein schwedischer Schauspieler. 

## Leben
Johan Gry ist der Sohn des schwedischen Schauspielerehepaars Alf Nilsson und Ann-Christine Gry. Er wuchs in Rävlanda auf. 
Gry absolvierte eine Schauspielausbildung an der Hochschule für Theater, Oper und Musical (Scenskolan Göteborg) in Göteborg, wo er 1987 auch sein Diplom als Schauspieler erhielt. Er war als Theaterschauspieler dann am Norrbottensteatern in Luleå, am Stockholms stadsteater und am Angereds Teater in Göteborg engagiert. 
Seit 1996 ist er festes Ensemblemitglied am Göteborgs Stadsteater, dem Staatstheater Göteborg. Dort trat er unter anderem als Theseus und Oberon in Ein Sommernachtstraum von William Shakespeare, als Leonid Gajew in Der Kirschgarten von Anton Tschechow, als Tambourmajor in Woyzeck von Georg Büchner und als Fürst Mischkin in einer Bühnenfassung von Fjodor Dostojewskis Der Idiot auf. Außerdem spielte er in einer Bühnenfassung des Struwwelpeter  und trat in modernen Stücken auf.
2008 spielte er am Riksteatern, der größten schwedischen Tourneetheater-Kompagnie, den Doktor Purgon in einer Inszenierung von Molières Der eingebildete Kranke.
Ab Mitte der 1990er Jahre war Gry auch regelmäßig schwedischen und skandinavischen Fernsehproduktionen zu sehen. Er übernahm dabei durchgehende Serienrollen, wiederkehrende Episodenrollen und mehrfach auch Gastrollen. 
Von 1997 bis 1999 spielte er die Rolle des Anders Ståhlberg in der schwedischen Seifenoper Vita lögner. Von 2001 bis 2004 verkörperte er die Rolle des Kommissars Erik Winter in mehreren Fernsehverfilmungen der Romane von Åke Edwardson. 2006 spielte er in der schwedischen Fernsehserie Hem till byn, bei der auch seine Eltern mitspielten. 2007 war er in der Rolle des Bengt Lund, des Ehemanns der Ermittlerin, in der 10-teiligen dänischen Krimiserie Kommissarin Lund zu sehen. 2008 hatte er eine Episodenhauptrolle in der Krimiserie Irene Huss, Kripo Göteborg. 
Im Januar 2010 war er im deutschen Fernsehen in der ZDF-Krimiserie Der Kommissar und das Meer an der Seite von Walter Sittler, Sólveig Arnarsdóttir und Inger Nilsson in der Rolle des undurchsichtigen John Akkers zu sehen. 
Gry entwickelte auch mehrere eigene Bühnen- und Musikprogramme, mit denen er auch auf Tournee ging.
Gry ist verheiratet. Er ist Vater von drei Kindern.

## Filmografie (Auswahl)
- 1994: Rena rama Rolf
- 1996: Älskade Lotten
- 1997: Skärgårdsdoktorn
- 1997: Hammarkullen
- 1997–1999: Vita lögner
- 2001–2004: Kommissarie Winter
- 2006: Hem till byn
- 2007: Kommissarin Lund
- 2008: Irene Huss, Kripo Göteborg – Feuertanz
- 2010: Der Kommissar und das Meer – Der Tod kam am Nachmittag